# Tour de France 1996

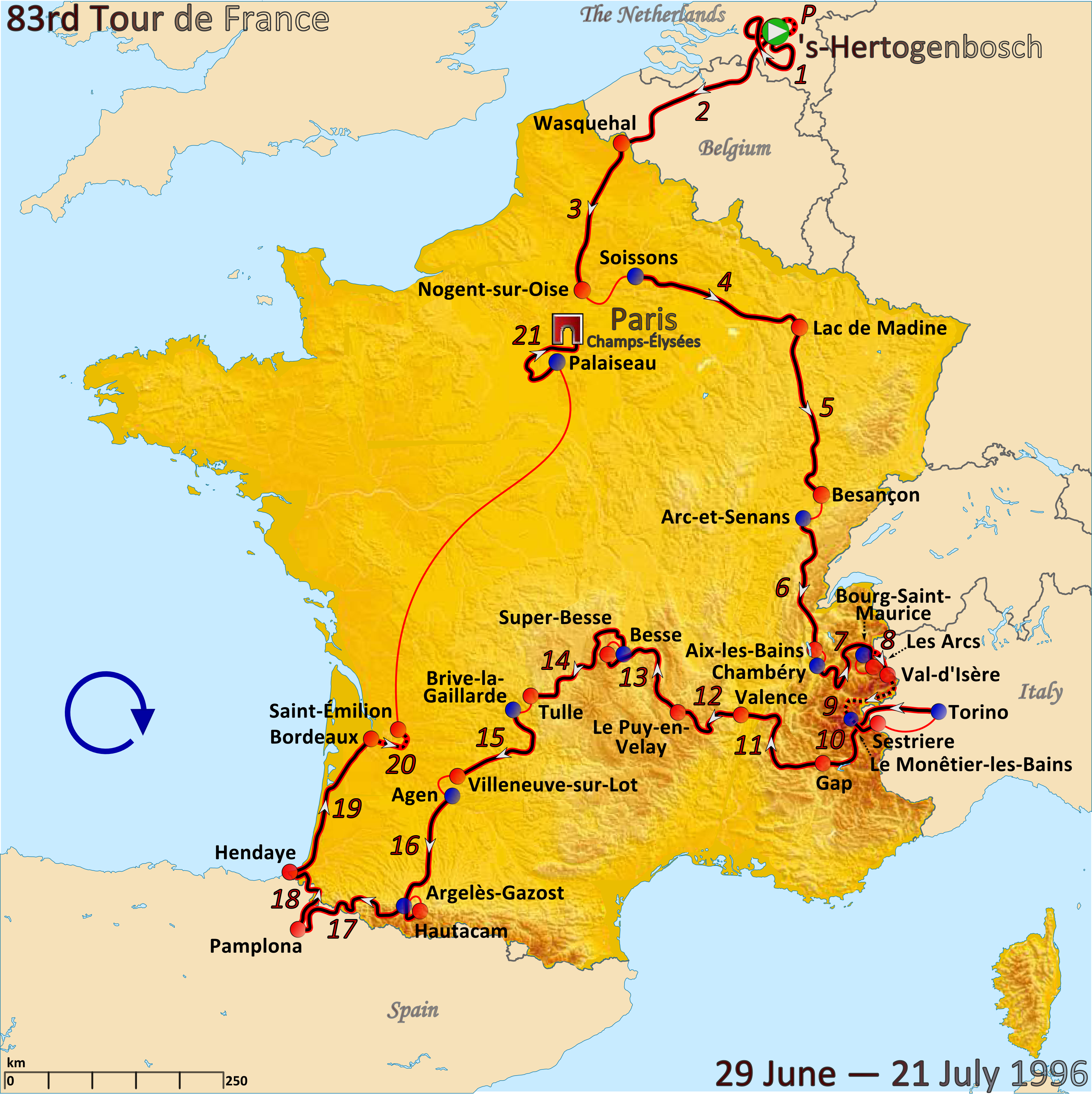
Överblick på etapperna under 1996 års Tour de France.

Tour de France 1996 cyklades 29 juni–21 juli 1996 och vanns av Bjarne Riis, Danmark. Efter hans dopningserkännande 2007 ville arrangörerna inte längre räkna honom som segrare, men man har sedan ändrat det så att Riis namn står som segrare men med en asterisk vid namnet och information om hans dopning.
| Etapp    | Datum   | Start - Mål                              | Längd (km) | Etappsegrare             | Sammanlagt         |
| Prolog   | 29 juni | 's-Hertogenbosch (NL)                    | 9,4 (ITT)  | Alex Zülle               | Alex Zülle         |
| Etapp 1  | 30 juni | 's-Hertogenbosch - 's-Hertogenbosch      | 209        | Frédéric Moncassin       | Alex Zülle         |
| Etapp 2  | 1 juli  | 's-Hertogenbosch - Wasquehal             | 248        | Mario Cipollini          | Alex Zülle         |
| Etapp 3  | 2 juli  | Wasquehal - Nogent-sur-Oise              | 195        | Erik Zabel               | Frédéric Moncassin |
| Etapp 4  | 3 juli  | Soissons - Lac de Madine                 | 232        | Cyril Saugrain           | Stéphane Heulot    |
| Etapp 5  | 4 juli  | Lac de Madine - Besançon                 | 242        | Jeroen Blijlevens        | Stéphane Heulot    |
| Etapp 6  | 5 juli  | Arc-et-Senans - Aix-les-Bains            | 207        | Michael Boogerd          | Stéphane Heulot    |
| Etapp 7  | 6 juli  | Chambéry - Les Arcs                      | 200        | Luc Leblanc              | Evgeni Berzin      |
| Etapp 8  | 7 juli  | Bourg-Saint-Maurice - Val d'Isère        | 35 (ITT)   | Evgeni Berzin            | Evgeni Berzin      |
| Etapp 9  | 8 juli  | Le Monetier-les-Bains - Sestrières (ITA) | 46         | Bjarne Riis              | Bjarne Riis        |
| Etapp 10 | 9 juli  | Turin (ITA) - Gap                        | 208        | Erik Zabel               | Bjarne Riis        |
| Etapp 11 | 11 juli | Gap - Valence                            | 202        | Chepe Gonzalez Pico      | Bjarne Riis        |
| Etapp 12 | 12 juli | Gap - Le Puy-en-Velay                    | 144        | Pascal Richard           | Bjarne Riis        |
| Etapp 13 | 13 juli | Le Puy-en-Velay - Superbesse             | 177        | Rolf Sørensen            | Bjarne Riis        |
| Etapp 14 | 14 juli | Besse - Tulle                            | 186        | Djamolidine Abdoujaparov | Bjarne Riis        |
| Etapp 15 | 15 juli | Brive-la-Gaillarde - Villeneuve-sur-Lot  | 176        | Massimo Podenzana        | Bjarne Riis        |
| Etapp 16 | 16 juli | Agen - Lourdes-Hautacam                  | 199        | Bjarne Riis              | Bjarne Riis        |
| Etapp 17 | 17 juli | Argelès-Gazost - Pamplona (ESP)          | 262        | Laurent Dufaux           | Bjarne Riis        |
| Etapp 18 | 18 juli | Pamplona - Hendaye                       | 155        | Bart Voskamp             | Bjarne Riis        |
| Etapp 19 | 19 juli | Hendaye - Bordeaux                       | 227        | Frédéric Moncassin       | Bjarne Riis        |
| Etapp 20 | 20 juli | Bordeaux - Saint-Emillion                | 63 (ITT)   | Jan Ullrich              | Bjarne Riis        |
| Etapp 21 | 21 juli | Palaiseau - Paris                        | 147        | Fabio Baldato            | Bjarne Riis        |

## Slutställning
| Plats | Person             | Land      | Lag              | Tid      |
| 1     | Bjarne Riis        | Danmark   | Deutsche Telekom | 95.57.17 |
| 2     | Jan Ullrich        | Tyskland  | Deutsche Telekom | 1.41     |
| 3     | Richard Virenque   | Frankrike | Festina          | 4.37     |
| 4     | Laurent Dufaux     | Schweiz   | Festina          | 5.53     |
| 5     | Peter Lüttenberger | Österrike | Carrera          | 7.07     |
| 6     | Luc Leblanc        | Frankrike | Polti            | 10.03    |
| 7     | Piotr Ugrumov      | Lettland  | Roslotto Mobili  | 10.04    |
| 8     | Fernando Escartín  | Spanien   | Kelme            | 10.26    |
| 9     | Abraham Olano      | Spanien   | Mapei-GB         | 11.00    |
| 10    | Tony Rominger      | Schweiz   | Mapei-GB         | 11.53    |